# Martina Pretelli
Martina Pretelli (* 28. Dezember 1988 in Borgo Maggiore) ist eine Leichtathletin aus dem Kleinstaat San Marino. Bei den Olympischen Spielen 2012 in London lief sie beim 100-Meter-Lauf eine Zeit von 12,41 s und schied damit als 3. beim Vorlauf aus.